# Tomáš Galásek
Tomáš Galásek (Frýdek-Místek, 15 januari 1973) is een voormalig Tsjechisch voetballer en huidig voetbaltrainer, die onder meer speelde voor Baník Ostrava, Willem II, AFC Ajax, 1.FC Neurenberg en Borussia Mönchengladbach.

## Clubcarrière

### Baník Ostrava
Galásek begint zijn carrière bij Baník Ostrava. In het seizoen 1991/92 speelde Galásek met Baník Ostrava in de Europacup II omdat Baník in het seizoen 1990/91 de nationale beker had veroverd. Galásek maakte zijn Europese debuut voor Baník Ostrava op 23 oktober 1991 in de tweede ronde, nadat in de eerste ronde het Deense Odense BK was uitgeschakeld, uit bij het Turkse Galatasaray SK wat over twee wedstrijden met uitdoelpunten te sterk was. Na afloop van het seizoen 1995/96 maakte Galásek een transfer naar Willem II.

### Willem II
Met Willem II eindigde Galásek in het seizoen 1997/98 op een 5e plaats in de Eredivisie wat kwalificatie voor de UEFA Cup betekende. Op 15 september 1998 maakte Galásek zijn Europese debuut voor Willem II in de 1e ronde thuis tegen Dinamo Tbilisi uit Georgië. Willem II werd in de 2e ronde uitgeschakeld door het Spaanse Real Betis.
In 1998/99 eindigde Galásek met Willem II op een 2e plaats achter Feyenoord wat betekende dat Willem II voor het eerst in de historie van de club was geplaatst voor de UEFA Champions League. Op 15 september 1999 maakte Galásek zijn debuut in de UEFA Champions League in de 1e wedstrijd in de groepsfase thuis tegen het Russische Spartak Moskou waarvan met 3-1 werd verloren. Galásek pakte op 20 september 1999 thuis tegen Sparta Praag in de 53e minuut een rode kaart. Willem II zou uiteindelijke laatste eindigen in de groep.
Na 4 seizoenen Willem II maakte Galásek een transfer naar AFC Ajax

### AFC Ajax
Bij Ajax zou Galásek 2 maal kampioen worden, in 2002 en 2004. Ook won hij de KNVB Beker en de Johan Cruijff Schaal 2 maal. In het seizoen 2002/03 behaalde Galásek met Ajax de kwartfinale van de UEFA Champions League waarin het werd uitgeschakeld door het Italiaanse AC Milan.
Galásek maakte op 12 september 2000 zijn Europese debuut voor Ajax uit bij het Belgische KAA Gent die met 6-0 werden verslagen. Zijn eerste Europese doelpunt scoorde hij op 27 augustus 2003 in de voorrondes van de Champions League thuis tegen Grazer AK scoorde Galásek in de 104e minuut de Golden goal uit een strafschop.
In zijn laatste wedstrijd voor Ajax op 7 mei 2006 in de finale van de KNVB Beker pakte Galásek in de 65e minuut zijn 2e gele kaart waardoor Ajax met 10 man kwam te staan. PSV'er Michael Lamey zou in de 70e minuut ook een tweede gele kaart krijgen waardoor het weer 10 tegen 10 was. Ajax won uiteindelijk de wedstrijd met 2-1 door een goal van Klaas-Jan Huntelaar in de 90e minuut.
Na 6 seizoenen bij Ajax te hebben gespeeld vertrok Galásek transfervrij naar het Duitse 1. FC Nürnberg.

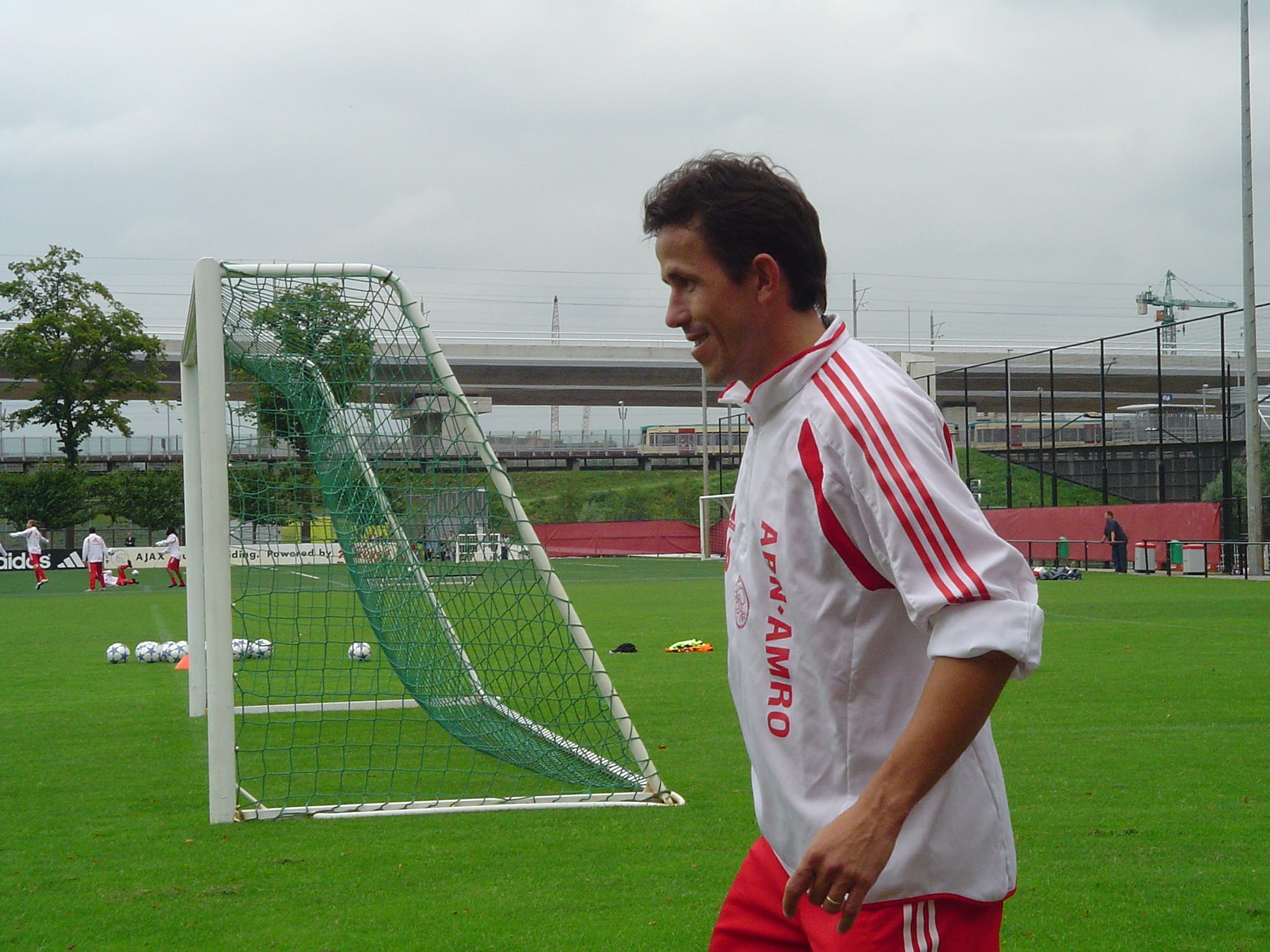
Galásek op de training van AFC Ajax.

### 1. FC Nürnberg
Galásek scoorde zijn 1e doelpunt voor Nürnberg op 12 november 2006 in een competitie wedstrijd uit bij Alemannia Aachen die in uiteindelijk in 1-1 was geëindigd. In zijn eerste seizoen won Galásek met Nürnberg op 26 mei 2007 de DFB-Pokal door in de finale VfB Stuttgart na verlening met 3-2 te verslaan. In het daarop volgende seizoen maakte Galásek zijn Europese debuut voor Nürnberg in de UEFA Cup thuis tegen het Roemeense Rapid Boekarest (0-0). Nürnberg zou na afloop van het seizoen 2007/08 degraderen uit de Duitse Bundesliga door op een 16e plaats te eindigen, Galásek vertrok vervolgens transfervrij bij Nürnberg.

### Terugkeer bij Baník Ostrava
Na twee seizoenen bij 1. FC Nürnberg zat Galásek zonder club vanwege een aflopende verbintenis met de Duitse degradant. Willem II waagde een poging de 69-voudig international in te lijven, maar de Tsjech bedankte voor de eer en keerde terug bij Baník Ostrava.
Galásek zou met Baník Ostrava in de UEFA Cup uitgeschakeld worden door Spartak Moskou.
In de winterstop vertrok Galásek alweer bij Baník Ostrava.

### Borussia Mönchengladbach
Galásek tekende na zijn korte terugkeer bij Baník Ostrava een contract bij het Duitse Borussia Mönchengladbach. Hij maakte zijn debuut op 31 januari 2009 in een competitie wedstrijd uit bij VfB Stuttgart (2-0 verlies). Na een half seizoen vertrok Galásek weer bij Borussia Mönchengladbach.

### FSV Erlangen-Bruck
Galásek zou vervolgens nog 2 seizoenen afbouwen bij het Duitse FSV Erlangen-Bruck dat uitkomt in de Bayernliga, de hoogste amateurdivisie in het Duitse voetbal.

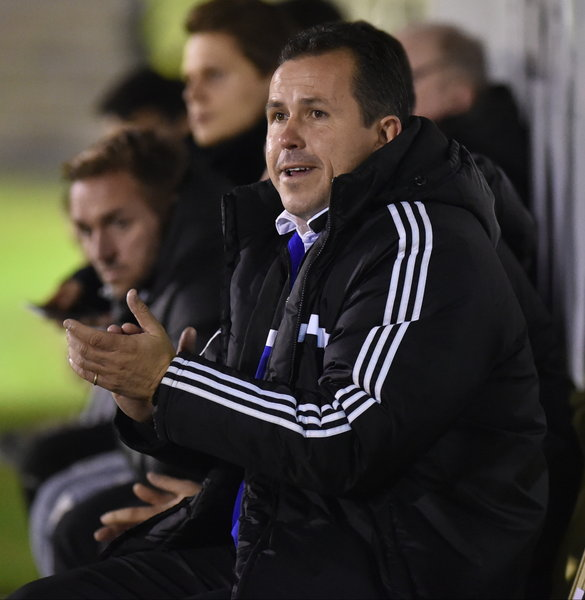

### Trainer
Bij Willem II keerde hij in 2011 even terug als assistent van trainer John Feskens. Daarna werd hij jeugdtrainer bij FSV Erlangen-Bruck, waar zijn zoon Tom speelt. Sinds 2015 is hij de hoofdtrainer bij SpVgg Weiden.

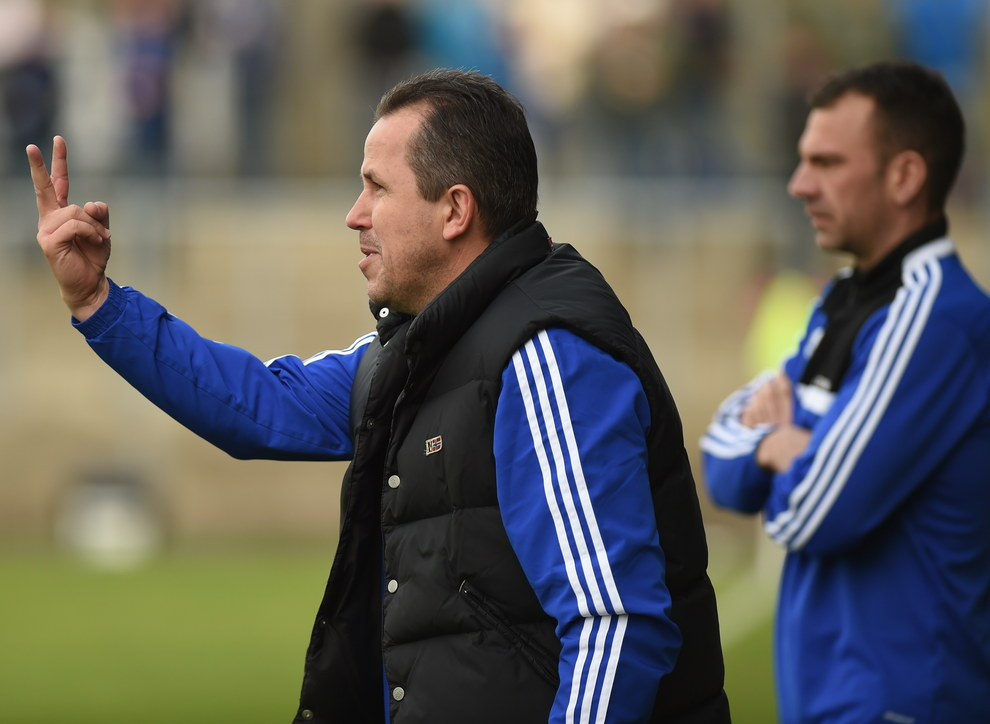

Galásek woont in Eckental.

## Interlandcarrière
Voor de nationale ploeg van Tsjechië speelde Galásek 69 interlands waarin hij één keer scoorde. Hij was aanvoerder van het Tsjechisch elftal op het WK 2006 en haalde de halve finales van Europees kampioenschap voetbal 2004. Na de wedstrijd tegen Turkije op het Europees kampioenschap voetbal 2008 stopte Galásek als international.

## Carrièrestatistieken
| Seizoen         | Club                     |                    | Competitie                       | Competitie | Competitie | Beker | Beker | Internationaal | Internationaal | Overig | Overig | Totaal | Totaal |
| Seizoen         | Club                     | Wed.               | Competitie                       | Dlp.       | Wed.       | Dlp.  | Wed.  | Dlp.           | Wed.           | Dlp.   | Wed.   | Dlp.   |        |
| --------------- | ------------------------ | ------------------ | -------------------------------- | ---------- | ---------- | ----- | ----- | -------------- | -------------- | ------ | ------ | ------ | ------ |
| 1991/92         | Baník Ostrava            | Vlag van Tsjechië  | 1. československá fotbalová liga | 10         | 0          | ?     | ?     | 2              | 0              | —      | —      | 12     | 0      |
| 1992/93         | Baník Ostrava            | Vlag van Tsjechië  | 1. československá fotbalová liga | 30         | 1          | ?     | ?     | —              | —              | —      | —      | 30     | 1      |
| 1993/94         | Baník Ostrava            | Vlag van Tsjechië  | 1. česká fotbalová liga          | 30         | 0          | ?     | ?     | —              | —              | —      | —      | 30     | 0      |
| 1994/95         | Baník Ostrava            | Vlag van Tsjechië  | 1. česká fotbalová liga          | 25         | 3          | ?     | ?     | —              | —              | —      | —      | 25     | 3      |
| 1995/96         | Baník Ostrava            | Vlag van Tsjechië  | 1. česká fotbalová liga          | 26         | 5          | ?     | ?     | —              | —              | —      | —      | 25     | 3      |
| Club totaal     | Club totaal              | Club totaal        | Club totaal                      | 121        | 9          | 0     | 0     | 2              | 0              | 0      | 0      | 123    | 9      |
| 1996/97         | Willem II                | Vlag van Nederland | Eredivisie                       | 16         | 0          | ?     | ?     | —              | —              | —      | —      | 16     | 0      |
| 1997/98         | Willem II                | Vlag van Nederland | Eredivisie                       | 31         | 3          | ?     | ?     | —              | —              | —      | —      | 31     | 3      |
| 1998/99         | Willem II                | Vlag van Nederland | Eredivisie                       | 32         | 5          | ?     | ?     | 4              | 0              | —      | —      | 36     | 5      |
| 1999/00         | Willem II                | Vlag van Nederland | Eredivisie                       | 31         | 3          | ?     | ?     | 5              | 0              | —      | —      | 11     | 0      |
| Club totaal     | Club totaal              | Club totaal        | Club totaal                      | 110        | 11         | 0     | 0     | 9              | 0              | 0      | 0      | 119    | 11     |
| 2000/01         | AFC Ajax                 | Vlag van Nederland | Eredivisie                       | 33         | 8          | 1     | 1     | 3              | 0              | —      | —      | 37     | 9      |
| 2001/02         | AFC Ajax                 | Vlag van Nederland | Eredivisie                       | 23         | 1          | 4     | 1     | 1              | 0              | —      | —      | 28     | 2      |
| 2002/03         | AFC Ajax                 | Vlag van Nederland | Eredivisie                       | 30         | 5          | 1     | 0     | 12             | 0              | 1      | 0      | 44     | 5      |
| 2003/04         | AFC Ajax                 | Vlag van Nederland | Eredivisie                       | 29         | 4          | 0     | 0     | 6              | 1              | —      | —      | 35     | 5      |
| 2004/05         | AFC Ajax                 | Vlag van Nederland | Eredivisie                       | 13         | 2          | 0     | 0     | 3              | 1              | 1      | 0      | 17     | 3      |
| 2005/06         | AFC Ajax                 | Vlag van Nederland | Eredivisie                       | 26         | 4          | 4     | 0     | 6              | 0              | 5      | 0      | 41     | 4      |
| Club totaal     | Club totaal              | Club totaal        | Club totaal                      | 154        | 24         | 10    | 2     | 31             | 2              | 7      | 0      | 202    | 28     |
| 2006/07         | 1. FC Nürnberg           | Vlag van Duitsland | Bundesliga                       | 32         | 2          | 6     | 1     | —              | —              | —      | —      | 38     | 3      |
| 2007/08         | 1. FC Nürnberg           | Vlag van Duitsland | Bundesliga                       | 31         | 2          | 2     | 0     | 8              | 0              | 1      | 0      | 42     | 2      |
| Club totaal     | Club totaal              | Club totaal        | Club totaal                      | 63         | 4          | 8     | 1     | 8              | 0              | 1      | 0      | 80     | 5      |
| 2008/09         | Baník Ostrava            | Vlag van Tsjechië  | Gambrinus liga                   | 14         | 0          | 1     | 0     | 2              | 0              | —      | —      | 17     | 0      |
| Club totaal 1   | Club totaal 1            | Club totaal 1      | Club totaal 1                    | 135        | 9          | 1     | 0     | 4              | 0              | 0      | 0      | 140    | 9      |
| 2008/09         | Borussia Mönchengladbach | Vlag van Duitsland | Bundesliga                       | 15         | 0          | 0     | 0     | —              | —              | —      | —      | 15     | 0      |
| Club totaal     | Club totaal              | Club totaal        | Club totaal                      | 15         | 0          | 0     | 0     | 0              | 0              | 0      | 0      | 15     | 0      |
| 2009/10         | FSV Erlangen-Bruck       | Vlag van Duitsland | Bayernliga                       | 16         | 1          | —     | —     | —              | —              | —      | —      | 16     | 1      |
| 2010/11         | FSV Erlangen-Bruck       | Vlag van Duitsland | Bayernliga                       | 7          | 1          | —     | —     | —              | —              | —      | —      | 7      | 1      |
| Club totaal     | Club totaal              | Club totaal        | Club totaal                      | 23         | 2          | 0     | 0     | 0              | 0              | 0      | 0      | 23     | 2      |
| Carrière totaal | Carrière totaal          | Carrière totaal    | Carrière totaal                  | 500        | 50         | 19    | 3     | 52             | 2              | 8      | 0      | 579    | 55     |

1 N.B. Dit betreft een clubtotaal, dus een totaal van beide periodes bij Baník Ostrava.

## Erelijst
| Competitie           |        |                  |      |      |
| Competitie           | Aantal | Jaren            |      |      |
| Ajax                 | Ajax   | Ajax             | Ajax | Ajax |
| -------------------- | ------ | ---------------- | ---- | ---- |
| Eredivisie           | 2×     | 2001/02, 2004/04 |      |      |
| KNVB beker           | 2×     | 2001/02, 2005/06 |      |      |
| Johan Cruijff Schaal | 2×     | 2002, 2005       |      |      |
| 1. FC Nürnberg       |        |                  |      |      |
| DFB-Pokal            | 1×     | 2006/07          |      |      |